# Paolo Fornaciari
Paolo Fornaciari (Viareggio, provincia de Luca, 2 de febrero de 1971) es un ciclista italiano, que fue profesional entre 1993 y 2008.

## Palmarés
1994
- 1 etapa del Herald Sun Tour

## Resultados en Grandes Vueltas
| Carrera | Carrera         | 1993 | 1994  | 1995 | 1996 | 1997 | 1998 | 1999  | 2000 | 2001  | 2002 | 2003  | 2004  | 2005  | 2006  | 2007 | 2008 |
| ------- | --------------- | ---- | ----- | ---- | ---- | ---- | ---- | ----- | ---- | ----- | ---- | ----- | ----- | ----- | ----- | ---- | ---- |
|         | Giro de Italia  | —    | 61.º  | Ab.  | —    | 98.º | —    | 100.º | 79.º | 112.º | 92.º | 81.º  | 100.º | 148.º | 126.º | —    | —    |
|         | Tour de Francia | —    | —     | —    | 79.º | Ab.  | 90.º | —     | —    | Ab.   | —    | 112.º | —     | —     | —     | —    | —    |
|         | Vuelta a España | —    | 106.º | 66.º | —    | —    | —    | —     | 94.º | —     | —    | —     | 117.º | —     | —     | —    | —    |

—: no participa

Ab.: abandono